# Armorial de l'Italie napoléonienne
Cet article donne les armoiries (figures et blasonnements) de la noblesse, des communes du royaume d'Italie (1805-1814), du royaume de Naples ainsi que des principautés souveraines, alliées ou vassales du Premier Empire.

Armes du royaume d'Italie

## Royaume d'Italie (1805-1814)
En 1805, Napoléon se fait couronner roi d'Italie sous le dôme de Milan. Bientôt, comme en France, il instaura un système héraldique propre au royaume.

### Couronnes et toques
Seuls le roi d'Italie et le vice-roi d'Italie avaient la possibilité d'arborer une couronne sur leurs armes tandis qu'une toque différente fut attribuée aux duc du Royaume, comte du Royaume, baron du Royaume et chevalier du Royaume.

Couronne du roi d'Italie Napoléon Ier.
Toque des ducs du royaume d'Italie.
Toque des comtes du royaume d'Italie.
Toque des barons du royaume d'Italie
Toque des chevaliers du royaume d'Italie.

### La noblesse du Royaume

#### LeRoid'Italie
| Figure | Armoiries du royaume |
| ------ | --- |
|        | Tiercé en pal : au I, coupé de gueules, à l’ombrellino (Pavillon pontifical) d'or chargée de deux clefs en sautoir du même (Parme-Farnèse) et d'azur à l'aigle d'argent couronné et armé d'or ou (Modène-Este), au II, d'argent à la guivre d'azur couronnée d'or engloutissant un enfant de carnation (Lombardie), au III, coupé, d'azur au lion de Saint-Marc d'or coiffé d'une corne ducale de gueules (Vénétie) et de gueules à la croix d'argent cantonnée en pointe à senestre d'une tour du même, au lambel d'azur brochant en chef (Piémont), sur le tout d'or à Couronne de fer (« sommée » de six pièces), à la bordure de gueules chargée de huit roses d'argent. - L'écu entouré du grand collier de la Légion d'honneur, posé sur la poitrine d'une aigle impériale et surmonté d'une étoile (pentagramme rayonnant d'or chargé d'un N majuscule ; - Manteau de sinople semé de roses d'argent, frangé d'or et doublée d'hermine, couronné d'une couronne royale. On trouve aussi une version arrondie de l'écu. D'or à Couronne de fer (« sommée » de six pièces), à la bordure de gueules chargée de huit anneaux d'argent. |

#### Levice-roi, prince deVenise
| Figure | Blasonnement |
| ------ | --- |
|        | Eugène de Beauharnais (3 septembre 1781 – Paris ✝ 21 février 1824 - Munich), général de brigade (17 octobre 1804), grand dignitaire de l'Empire archichancelier d'État, 12 pluviôse an XIII (1er février 1805)), membre du Sénat conservateur (sénateur de droit en tant que grand dignitaire de l'Empire, 12 pluviôse an XIII (1er février 1805)), vice-roi d'Italie (7 juillet 1805 - 20 avril 1814), prince français (12 pluviôse an XIII (1er février 1805)), prince de Venise et héritier présomptif du Royaume (17 décembre 1807), grand-duc de Francfort (1er mars 1810), légionnaire (4 décembre 1803), puis, commandant (4 juin 1804), puis, grand aigle de la Légion d'honneur (13 pluviôse an XIII (2 février 1805), grand collier de la Légion d'honneur, grand dignitaire de l'ordre de la Couronne de fer d'Italie (1805), chevalier de la Toison d'or (1805, no 862), grand-croix des ordres de Saint-Hubert de Bavière (1805), de Saint-Étienne de Hongrie (4 avril 1811), de la Couronne de Saxe, des Séraphins, de l'Epée de Suède, Sous le Premier EmpireD'azur à l'aigle d'or empiétant un foudre du même, le foudre chargé d’un médaillon ovale d’argent surchargé d’un E de sable. On trouve aussi parfois : D'azur à l'aigle d'or empiétant un foudre du même, brisé par l'écu de Lombardie (d'or à Couronne de fer (« sommée » de six pièces), à la bordure de gueules chargée de huit anneaux d'argent). |

#### Ducs du royaume
| Figure | Blasonnement |
| ------ | --- |
|        | Francesco Melzi d'Eril (6 mars 1753 - Milan ✝ 16 janvier 1816 - Milan), 9e comte de Magenta (1777), 1er duc de Lodi et du Royaume (décret impérial du 20 décembre 1807, lettres patentes du 1er février 1810), vice-président de la République italienne (1802-1805), Chancelier, garde des sceaux de la Couronne du royaume d'Italie (1805-1814), donataire (rentes : 200 000 francs, par décret impérial du 20 décembre 1807), grand dignitaire de l'ordre de la Couronne de fer, grand aigle de la Légion d'honneur D'argent, à une couronne de feuillage de sinople, liée en bas de deux rubans de gueules, au chef de gueules, semé d'étoiles d'argent., On trouve aussiD'argent à une couronne de feuilles de chêne, alternées d'or et de sinople, glandées d'azur et liées de gueules ; au chef des ducs de l'Empire., - Manteau de sinople, doublé de vair, sommé d'une toque de sable, retroussée d'hermine, panachée de sept plumes d'autruche d'argent. |
|        | Antonio Litta Visconti Arese (2 mai 1748 - Milan † 14 août 1820), sénateur du royaume d'Italie (1805-1814), grand chambellan « du Royaume », comte du Royaume (lettres patentes du 12 avril 1809), duc du Royaume (décret du 28 février 1810 et lettres patentes du 5 janvier 1812), grand dignitaire de l'ordre de la Couronne de Fer, grand officier de la Légion d'honneur, - Armes du duc de Litta et « du Royaume » : Échiqueté d'or et de sable, au franc-quartier de sinople chargé d'un chevron abaissé d'or, surmonté de cinq étoiles du même, 3 et 2 (comte grand officier de la Couronne) ; au chef des ducs de l'Empire français., On trouve aussiÉcartelé : au I, de sinople au chevron d'or, abaissé sous cinq étoiles d'argent, 3 et 2 ; au II, de gueules à deux pieds ailés d'argent ; au III, coupé d'argent et de gueules ; au IV, palé d'argent et d'azur ; au chef des ducs de l'Empire. - Manteau de sinople, doublé de vair, sommé d'une toque de sable, retroussée d'hermine, panachée de sept plumes d'autruche d'argent. |
|        | Carlo Visconti di Modrone (1770 † 10 mars 1836 - Milan), marquis de Vimodrone, imprésario de la Scala et fondateur del Pio Istituto Teatrale pour aider les ex-artistes nécessiteux (1794), directeur des théâtres royaux et impériaux de Milan, chambellan, duc du Royaume (décret impérial de janvier 1813, lettres patentes du 5 mars 1813), Parti : au 1, d'argent à deux griffons de sable contre-rampant sur une tour de gueules, crénelée de trois pièces, ouverte et ajourée du champ ; au 2, d'azur à un alérion d'argent posé en barre ; au chef des ducs de l'Empire. - Manteau de sinople, doublé de vair, sommé d'une toque de sable, retroussée d'hermine, panachée de sept plumes d'autruche d'argent. Armes des Visconti di ModroneÉcartelé : au 1, d'azur, à l'aigle d'argent, couronnée d'or ; au 2, de gueules, à une tour d'or, accostée de deux lions rampants et affrontés du même ; au 3, d'or, à un faisan au naturel, posé sur le coupeau du milieu d'un tertre de sinople, les deux autres coupeaux sommés chacun d'une plante de sinople, le faisan surmonté d'un listel d'argent inscrit du mot VIGILATE en lettres de sable ; au 4, d'argent, au lion de gueules, tenant une épée, à la bande d'azur ch. de trois roses de gueules, brochant sur le lion, ce 4e quartier chargé d'un chef de gueules, surchchargé d'une étoile à 8 rays d'or. Sur le tout écartelé: a. d'argent à sept couronnes de gueules, 1, 2, 1, 2 et 1 ; b. d'argent à une couleuvre ondoyante en pal d'azur, couronnée d'or, engloutissant un enfant de carnation ; c. d'argent à un château de gueules ; d. échiqueté de sable et d'argent. |

#### Comtes du royaume

##### Comtesgrands officiers de la Couronne
| Figure | Blasonnement |
| ------ | --- |
|        | Giuseppe Fenaroli (24 mars 1760 - Brescia † 17 janvier 1825), membre du Conseil d'État (9 mai 1805 - 19 février 1809), grand-maître du palais (grand majordome, 9 mai 1805-1814), sénateur de droit (19 février 1809 - 1814), comte du Royaume (lettres patentes du 12 avril 1809), grand dignitaire de l'ordre de la Couronne de fer (20 février 1806) et commandeur de la Légion d'honneur (17 juillet 1804), Écartelé : au 1, de sinople chargé d'un chevron abaissé d'or, surmonté de cinq étoiles du même, 3 et 2 (comte grands officiers de la Couronne) ; au 2, de gueules à un bâton de commandement de sable herminé et cerclé d'or ; au 3, de gueules à un foyer à flamme ondoyante d'argent ; au 4, palé d'argent et d'azur.,                                                    |
|        | Antonio Litta Visconti Arese (2 mai 1748 - Milan † 14 août 1820), sénateur du royaume d'Italie (1805-1814), grand chambellan « du Royaume », comte du Royaume (lettres patentes du 12 avril 1809), duc du Royaume (décret du 28 février 1810 et lettres patentes du 5 janvier 1812), grand dignitaire de l'ordre de la Couronne de fer, grand officier de la Légion d'honneur, Échiqueté d'or et de sable, au franc-quartier de sinople chargé d'un chevron abaissé d'or, surmonté de cinq étoiles du même, 3 et 2 (comte grand officier de la Couronne)., On trouve aussi Écartelé : au I, de sinople au chevron d'or, abaissé sous cinq étoiles d'argent, 3 et 2 ; au II, de gueules à deux pieds ailés d'argent ; au III, coupé d'argent et de gueules ; au IV, palé d'argent et d'azur. |
|        | Giuseppe Luosi (1755 - Mirandola † 1er octobre 1830 - Milan), grand-juge ministre de la justice du royaume d'Italie (1805-1814), comte du Royaume (lettres patentes du 12 avril 1809) et sénateur, chevalier de la Légion d'honneur et grand dignitaire de l'ordre de la Couronne de fer Écartelé : au 1, de sinople chargé d'un chevron abaissé d'or, surmonté de cinq étoiles du même, 3 et 2 (comte grands officiers de la Couronne) ; au 2, de gueules à un cheval passant d'argent, la crinière d'azur ; au 3, de gueules à un cheval passant d'argent; au 4, palé d'argent et d'azur. |

##### ComtesMinistres
| Figure | Blasonnement |
| ------ | --- |
|        | Ferdinando Marescalchi (26 février 1754 - Bologne † 1er octobre 1830 - Milan), ministre des Affaires étrangères du royaume d'Italie (1805-1814), ambassadeur du royaume à Paris (1805-1814), comte du Royaume (décret de décembre 1810, lettres patentes du 12 avril 1809), grand chancelier de l'ordre de la Couronne de fer, grand-croix de la Légion d'honneur, chevalier de l'ordre de la Réunion, Écartelé : au 1, de sinople à la tête de lion arrachée d'or (comte ministre) ; au 2, d'azur à un rouleau de dépêche à demi déployé d'argent ; au 3, d'azur à une base d'argent ; au 4, palé de sinople à un cachet d'argent. |
|        | Giuseppe Prina (20 juillet 1766 - Novare † 20 avril 1814 - Milan), ministre des Finances du royaume d'Italie (1805-1814), comte du Royaume (lettres patentes du 12 avril 1809), commandeur de la Légion d'honneur, Écartelé : au 1, des comtes ministres du Royaume ; au 2, d'azur au bonnet ailé de Mercure ; au 3, d'azur au chevron abaissé d'argent sommé d'un coq du même crêté et barbé du même ; au 4, de sinople, à une carte dépliée d'argent couverte de chiffres arabes de gueules., |
|        | Antonio Veneri (Reggio), ministre du Trésor public du royaume d'Italie (1805-1814), comte du Royaume (lettres patentes du 12 avril 1809), Écartelé : au 1, des comtes ministres du Royaume ; au 2, d'azur à deux clefs adossées d'argent et attachées par un anneau du même ; au 3, d'argent à la barre d'azur ; au 4, de sinople, à une tête de chien d'or. |

##### ComtesSénateurs
| Figure | Blasonnement |
| ------ | --- |
|        | Marco Alessandri (Bergame), sénateur du royaume d'Italie (1805-1814), comte du Royaume (lettres patentes du 16 décembre 1810), Écartelé: au 1, de sinople, au miroir d'or en pal, entortillé d'un serpent d'argent (comtes sénateurs du Royaume) ; au 2, de gueules, au léopard lionné d'argent, coupé d'une fasce d'azur; au 3, de gueules, au lièvre d'argent; au 4, de sinople, à deux barres d'argent., |
|        | Leopoldo Armaroli (Macerata), sénateur du royaume d'Italie (1805-1814), comte du Royaume (lettres patentes du 11 octobre 1810), Écartelé : au 1, des comtes sénateurs du Royaume ; au 2, d'azur, à un homme armé d'argent, tenant une hallebarde du même ; au 3, de gueules, à une palme d'argent ; au 4, de sinople, à deux barres d'argent., |
|        | Giovanni Battista Barisan (Castelfranco Veneto), sénateur du royaume d'Italie (1805-1814), comte du Royaume (lettres patentes du 16 décembre 1810), Écartelé : au 1, des comtes sénateurs du Royaume ; au 2, d'azur, à trois roses d'argent posées en bande ; au 3, de gueules, à trois fruits de chardons d'or ; au 4, de sinople, à deux barres d'argent. |
|        | Spiridione Berioli (né à Città di Castello † 19 avril 1819), sénateur du royaume d'Italie (1805-1814), archevêque d'Urbino (1787-1819), comte du Royaume (lettres patentes du 11 octobre 1810), Écartelé : au 1, des comtes sénateurs du Royaume ; au 2, d'azur, à une bande d'argent accompagnée de deux coquilles versées du même, une en chef, une en pointe ; au 3, de pourpre à un dextrochère de carnation armé d'argent tenant un manipule du même, tombant en pal, frappé d'une croix de gueules et frangé d'or ; au 4, de sinople, à deux barres d'argent. |
|        | Sebastiano Bologna (Schio), sénateur du royaume d'Italie (1805-1814), comte du Royaume (lettres patentes du 11 octobre 1810), Écartelé : au 1, des comtes sénateurs du Royaume ; au 2, d'argent au château de château de gueules à trois tours ouvertes et ajourées du champ ; au 3, d'azur à un dromadaire d'argent muselé d'or ; au 4, de sinople, à deux barres d'argent. |
|        | Agostino Bruti (Capo d'Istria), sénateur du royaume d'Italie (1805-1814), comte du Royaume (lettres patentes du 11 octobre 1810), Écartelé : au 1, des comtes sénateurs du Royaume ; au 2, d'azur à un phénix posé sur un buché d'argent ; au 3, de gueules à un rameau d'olivier d'argent ; au 4, de sinople, à deux barres d'argent. |
|        | Antonio Camerata (Jesi (Italie)), sénateur du royaume d'Italie (1805-1814), comte du Royaume (lettres patentes du 11 octobre 1810), Écartelé : au 1, des comtes sénateurs du Royaume ; au 2, d'azur au dextrochère d'argent, tenant une masse d'armes du même, posée en pal ; au 3, de gueules au fleuron (lys de jardin) d'argent, feuillé de sinople ; au 4, de sinople, à deux barres d'argent. |
|        | Alessandro Carlotti (it) (Vérone), sénateur du royaume d'Italie (1805-1814), préteur du Sénat, comte du Royaume (lettres patentes du 11 octobre 1810), Écartelé : au 1, au 1, des comtes sénateurs du Royaume ; au 2, d'azur à trois arcs « bandés » (tendus) d'argent, pointe de la flêche vers la dextre, 2 et 1 ; au 3, de gueules au château d'argent ; au 4, de sinople à deux barres d'argent. |
|        | Tommaso Condulmer (alias Condulmieri) (27 août 1759 - Venise † 7 janvier 1823 - Venise), amiral de la république de Venise, plénipotentiaire, chevalier Della Stella d'Or, sénateur du royaume d'Italie (1805-1814), comte du Royaume (lettres patentes du 11 octobre 1810), Écartelé : au 1, au 1, des comtes sénateurs du Royaume ; au 2, de pourpre au chevron d'hermine ; au 3, de gueules au vaisseau à trois mâts, voiles en poupe, d'argent, flottant sur une onde du même ; au 4, de sinople à deux barres d'argent. |
|        | Giovanni Battista Costabili Containi (1756 - Ferrare † 1841), sénateur du royaume d'Italie (1805-1814), trésorier du Sénat, comte du Royaume (lettres patentes du 12 avril 1809), décoré de la Légion d'honneur, chevalier de l'ordre de la Couronne de fer, Écartelé : au 1, des comtes sénateurs du Royaume ; au 2, de gueules, au compas ouvert d'argent, soutenu par une rêgle du même posée en fasce ; au 3, de gueules, à un faisceau d'épis d'argent ; au 4, de sinople à deux barres d'argent. |
|        | Vincenzo Dandolo (12 octobre 1758 - Venise † 13 décembre 1819 - Varèse), médecin, chimiste, agronome, sénateur du royaume d'Italie (1805-1814), comte du Royaume (lettres patentes du 16 décembre 1810), commandeur de l'ordre de la Couronne de fer, chevalier de la Légion d'honneur, Écartelé : au 1, des comtes sénateurs du Royaume ; au 2, d'azur à une brebis passante d'argent ; au 3, d'argent, à une creuset de fondeur de sable posé en fasce ; au 4, de sinople, à deux barres d'argent. |
|        | Filippo Ercolani (Bologne), sénateur du royaume d'Italie (1805-1814), comte du Royaume (lettres patentes du 11 octobre 1810), Écartelé : au 1, des comtes sénateurs du Royaume ; au 2, d'azur à un Hercule appuyé sur une massue d'argent ; au 3, d'azur à deux colonnes soutenant un chapiteau d'argent ; au 4, de sinople, à deux barres d'argent. |
|        | Daniele Felici (Riulini ou Rimini), sénateur du royaume d'Italie (1805-1814), comte du Royaume (lettres patentes du 11 octobre 1810), Écartelé: au 1, des comtes sénateurs du Royaume ; au 2, d'azur à un phénix de sable sur son immortalité d'argent et regardant un soleil d'or posé à dextre en chef ; au 3, de gueules à une fasce d'argent chargé d'un bonnet (alias casque) de sable ; au 4, de sinople, à deux barres d'argent. |
|        | Pasquale Antonio Fiorella (7 février 1752 - Ajaccio † 3 mars 1818 - Ajaccio), général de division (1804), sénateur du royaume d'Italie (1805-1814), comte du Royaume (lettres patentes du 11 octobre 1810), commandant de la Légion d'honneur (1804), commandeur de l'ordre de la Couronne de fer, Écartelé: au 1, des comtes sénateurs du Royaume ; au 2, d'azur à un château donjonné de deux pièces, ouvert et ajouré du champ ; au 3, de gueules à un canon d'or sur son affût de sable ; au 4, de sinople, à deux barres d'argent. |
|        | Cintio Frangipane (Udine), sénateur du royaume d'Italie (1805-1814), chevalier d'honneur de S.M. la Reine, comte du Royaume (lettres patentes du 11 octobre 1809), Écartelé: au 1, des comtes sénateurs du Royaume ; au 2, d'azur à un chien passant d'argent portant un pain de gueules ; au 3, de gueules à balances d'argent posées l'une sur l'autre ; au 4, de sinople, à deux barres d'argent. |
|        | Federigo Gavriani, sénateur du royaume d'Italie (1805-1814), comte du Royaume, Écartelé: au 1, des comtes sénateurs du Royaume ; au 2, de pourpre à un colonne d'argent accolée en spirale et couronnée d'un lierre de sinople ; au 3, d'azur à une croix ancrée d'argent ; au 4, de sinople, à deux barres d'argent. |
|        | Leonardo Giustiniani (15 mai 1759 - Venise † 8 décembre 1823), sénateur du royaume d'Italie (1805-1814), comte du Royaume (lettres patentes du 11 octobre 1810), Écartelé: au 1, des comtes sénateurs du Royaume ; au 2, de pourpre losangé d'argent ; au 3, d'azur au plant d'olivier d'argent ; au 4, de sinople, à deux barres d'argent. |
|        | Diego Guicciardi (26 février 1756 - Lugano † 11 avril 1837 - Milan), sénateur du royaume d'Italie (1805-1814), chancelier du Sénat, comte du Royaume (lettres patentes du 12 avril 1809), commandeur de l'ordre de la Couronne de fer (1807), Écartelé: au 1, des comtes sénateurs du Royaume ; au 2, de gueules à trois pins d'argent ; au 3, de gueules à un lampe antique brûlant d'argent ; au 4, de sinople, à deux barres d'argent. |
|        | Giacomo Lamberti (1758 - Reggio d'Émilie † 1815), membre du collège des docteurs de Crostolo, sénateur du royaume d'Italie (1805-1814), comte du Royaume (lettres patentes du 11 octobre 1810), chevalier de la Légion d'honneur et de l'ordre de la Couronne de fer, Écartelé: au 1, des comtes sénateurs du Royaume ; au 2, d'azur à une cigogne d'argent ; au 3, de gueules à un mont de trois coupeaux d'argent mouvant de la pointe ; au 4, de sinople, à deux barres d'argent., |
|        | Lucrezio Longo (27 mai 1758 - Brescia † 1816), membre de la commission des Trente à Lyon, membre du collège électoral de Mella, préfet de l'Olona, sénateur du royaume d'Italie (1805-1814), comte du Royaume (lettres patentes du 11 octobre 1810), Écartelé: au 1, des comtes sénateurs du Royaume ; au 2, d'azur à hippogriffe rampant d'argent sous un pin du même ; au 3, de gueules à un bucéphale écaillé et nageant d'argent ; au 4, de sinople, à deux barres d'argent., |
|        | Giovanni Martinengo (7 janvier 1763 - Brescia † 1832), sénateur du royaume d'Italie (1805-1814), membre du collège électoral des docteurs de Mella, comte du Royaume (lettres patentes du lettres patentes du 11 octobre 1810), chevalier de l'ordre de la Couronne de fer (1806), Écartelé : au 1, des comtes sénateurs du Royaume ; au 2, d'argent à une barre de gueules, engoulée de deux têtes de lion du même ; au 3, d'azur à deux cimetères d'argent passés en sautoir ; au 4, de sinople à deux barres d'argent,. |
|        | Luigi Massari (né le 1er mars 1757 à Ferrare), sénateur du royaume d'Italie (1805-1814), comte du Royaume (lettres patentes du lettres patentes du 11 octobre 1810), Écartelé : au 1, des comtes sénateurs du Royaume ; au 2, de pourpre à une cigogne d'argent buvant dans un vase du même ; au 3, de gueules à une foi d'argent ; au 4, de sinople à deux barres d'argent, |
|        | Vittorio Filippo Melano (27 septembre 1733 - Coni † 23 décembre 1813 - Novare), comte de Portula, évêque de Novare, archevêque à titre personnel (1797-1813), sénateur du royaume d'Italie (1805-1814), comte du Royaume (lettres patentes du lettres patentes du 11 octobre 1810), Écartelé : au 1, des comtes sénateurs (du Royaume) ; au 2, d'azur à une mître d'argent ornée de pierres pécieuses, accolée d'un bâton pastoral et d'une croix trifoliée, posés en sautoir ; au 3, d'azur à deux ruches d'argent mouvant de la pointe surmontées de trois abeilles d'or rangées en fasce ; au 4, de sinople à deux barres d'argent. |
|        | Francesco Mengotti (15 septembre 1749 - Fonzaso † 5 mars 1830 - Milan), avocat, économiste, ingénieur, sénateur du Royaume (19 février 1809), comte du Royaume (lettres patentes du 11 octobre 1810), chevalier de la Légion d'honneur et de l'ordre de la Couronne de fer, Écartelé : au 1, des comtes sénateurs (du Royaume) ; au 2, d'azur au fleuve personnifié versant de l'eau d'une urne et attaché d'une chaîne, le tout d'argent ; au 3, gueules à deux plumes et une griffe d'argent ; au 4, de sinople à deux barres d'argent., |
|        | Alvise Mocenigo (10 avril 1760 - Venise † 25 décembre 1815 - Venise), conseiller d'État, sénateur du royaume d'Italie (1805-1814), comte du Royaume (lettres patentes du 11 octobre 1810), chevalier de l'ordre de la Couronne de fer, Écartelé : au 1, des comtes sénateurs (du Royaume) ; au 2, d'azur à la fasce d'argent, chargée d'une rose du champ, accompagnée en chef d'une rose d'argent ; au 3, gueules au soleil horizontal cantonné à senestre de [...] et à une construction mouvant de la pointe et sortant d'un canal de [...] ; au 4, de sinople à deux barres d'argent., Une couleur n'est pas précisée dans le blasonnement ci-dessus. Veuillez faire apparaître la couleur inconnue en blanc (table d'attente) et l'argent en gris. |
|        | Sigismondo di Moll (1758 † 1826), baron de Moll, conseiller d'État, sénateur du Royaume (23 décembre 1810), comte du Royaume (lettres patentes du 17 septembre 1811), Écartelé : au 1, des comtes sénateurs (du Royaume) ; au 2, d'azur au chevron cintré d'or accompagné de trois étoiles à six rays du même ; au 3, d'argent au léopard naissant de gueules soutenant de ses pattes de devant une tour crénelée du même ouverte et ajourée de sable ; au 4, de sinople à deux barres d'argent., Armes de sa famille D'azur au chevron cintré d'or accompagné de trois étoiles du même. |
|        | Pietro Moscati (juin 1739 - Milan † 19 janvier 1824 - Milan), membre du collège électoral des docteurs d'Olona, conseiller d'État, sénateur du Royaume, conseiller d'État, comte du Royaume (lettres patentes du 12 avril 1809), grand officier de la Légion d'honneur, grand dignitaire de l'ordre de la Couronne de fer Écartelé : au 1, des comtes sénateurs (du Royaume) ; au 2, de gueules à une cigogne posée d'argent ; au 3, gueules à la verge de médecin d'argent accolée d'un rameau de laurier di même ; au 4, de sinople à deux barres d'argent., |
|        | Barnaba Oriani (15 avril 1753 - Garegnano † 12 novembre 1832 - Milan), astronome, sénateur du Royaume, membre du collège électoral des docteurs d'Olona, comte du Royaume (lettres patentes du 11 octobre 1810), chevalier de la Légion d'honneur et de l'ordre de la Couronne de fer, Écartelé : au 1, des comtes sénateurs (du Royaume) ; au 2, d'argent à une demi-zone d'azur bordé du champ, posé en bande, semée d'étoiles avec un comète crinée, le tout du même ; au 3, gueules au cadran adtronomique d'or ; au 4, de sinople à deux barres d'argent., |
|        | Giovanni Paradisi (vers 1760 - Reggio d'Émilie † 26 août 1826), mathématicien, directeur général de la division des routes, de l'eau et des frontières au ministère de l'Intérieur du royaume d'Italie (1805-1809), conseiller d'État, consulteur du Royaume et membre du collège électoral de' dotti (des docteurs) de Crostolo, sénateur (19 février 1809) et président du sénat du royaume d'Italie (1809, 1811 et 1812), membre (1808) et président presque perpétuel de l'Institut de Milan, comte Paradisi et du royaume d'Italie (lettres patentes du 12 avril 1809), grand dignitaire de l'ordre de la Couronne de fer, commandeur de la Légion d'honneur, chevalier de l'Aigle d'or, Écartelé: au 1, des comtes sénateurs du Royaume ; au 2, de gueules à deux triangles entrelacés d'argent ; au 3, de gueules à une lyre d'argent ; au 4, de sinople, à deux barres d'argent. |
|        | Francesco Perogalli (Delebio), sénateur du Royaume (1809), membre du collège électoral des docteurs de l'Adige, comte du Royaume (lettres patentes du 11 octobre 1810), Écartelé: au 1, des comtes sénateurs du Royaume ; au 2, d'azur au coq d'argent tenant un rameau de poirier du même ; au 3, de gueules à une main dexte apaumée d'argent ; au 4, de sinople, à deux barres d'argent. |
|        | Girolamo Polcastro (1768 - Venise † 29 septembre 1839), archéologue, sénateur du Royaume (1809), membre du collège électoral des docteurs de la Brenta, comte du Royaume (lettres patentes du 16 décembre 1810), Écartelé : au 1, des comtes sénateurs du Royaume ; au 2, de gueules à deux pins d'argent ; au 3, de gueules au bâton de Pallas d'argent accosté de deux flûtes du même ; au 4, de sinople, à deux barres d'argent. |
|        | Luigi Porro Lambertenghi (12 juillet 1780 - Côme (Italie) † 9 février 1860 - Milan), électeur au collège des propriétaires d'Olona, conseiller d'État, directeur général des douanes, sénateur du royaume d'Italie (1805-1814), comte du Royaume (lettres patentes du 11 octobre 1810), Écartelé : au 1, des comtes sénateurs du Royaume ; au 2, de gueules à trois pins d'argent ; au 3, de gueules à un lampe antique brûlant d'argent ; au 4, de sinople, à deux barres d'argent. |
|        | Marco Serbelloni (23 juin 1748 - Milan † 6 septembre 1835 - Milan), sénateur du Royaume, comte du Royaume (lettres patentes du 11 octobre 1810), Écartelé : au 1, des comtes sénateurs du Royaume ; au 2, d'azur à deux griffons affrontés et rampant contre une plante de sorbier ; au 3, de gueules à un cerf élancé d'argent ; au 4, de sinople, à deux barres d'argent. |
|        | Pietro Sgariglia (Ascoli), sénateur du Royaume, comte du Royaume (lettres patentes du 11 octobre 1810), Écartelé : au 1, des comtes sénateurs du Royaume ; au 2, d'azur à un mont de trois coupeaux d'argent ; au 3, de gueules à un agneau d'argent ; au 4, de sinople, à deux barres d'argent. |
|        | Giuseppe Soresina-Vidoni (Crémone), sénateur du Royaume (19 février 1809), membre du collège électoral du Haut-Pô, chambellan du vice-roi, comte du Royaume (lettres patentes du 11 octobre 1810), marquis (par diplôme de l'empereur d'Autriche de 1816), prince de l'empire d'Autriche (par diplôme de 1817), Écartelé : au 1, des comtes sénateurs du Royaume ; au 2, d'azur à un berceau de jardin d'argent, accolé d'une vigne pamprée et fruitée de sinople ; au 3, de gueules à trois fleurs de rose d'argent ; au 4, de sinople, à deux barres d'argent. |
|        | Simone Stratico (1730 – Zara † 1824 - Padoue), sénateur du Royaume (10 octobre 1809), membre du collège électoral des docteurs de l'Adriatique, comte du Royaume (lettres patentes du 11 octobre 1810), chevalier de la Légion d'honneur, Écartelé : au 1, des comtes sénateurs du Royaume ; au 2, d'azur à un ange ailé d'argent, tenant de la main droite un bannière du même ; au 3, de gueules au cycloïde d'argent ; au 4, de sinople, à deux barres d'argent. |
|        | Carlo Testi (Modène), sénateur du Royaume (10 octobre 1809), membre du collège électoral des docteurs de l'Adriatique, comte du Royaume (lettres patentes du 11 octobre 1810), chevalier de la Légion d'honneur, Écartelé : au 1, des comtes sénateurs du Royaume ; au 2, d'azur à un ange ailé d'argent, tenant de la main droite un bannière du même ; au 3, de gueules au cycloïde d'argent ; au 4, de sinople, à deux barres d'argent. |
|        | Leonardo Thiene (Vicence), préfet de Vicence, sénateur du Royaume (11 février 1809), membre du collège électoral de Bacchiglione, comte du Royaume (lettres patentes du 11 octobre 1810), chevalier de l'ordre de la Couronne de fer, Écartelé : au 1, des comtes sénateurs du Royaume ; au 2, d'azur à un pal d'argent ; au 3, de gueules à la grue d'argent tenant sa vigilance du même ; au 4, de sinople, à deux barres d'argent. |
|        | Carlo Verri (23 février 1743 - Milan † 7 juillet 1823 - Vérone), agronome, sénateur du Royaume (19 octobre 1809), comte du Royaume (lettres patentes du 11 octobre 1810), Écartelé : au 1, des comtes sénateurs du Royaume ; au 2, d'azur à un porc d'argent, une fasc de même brochant ; au 3, de gueules à une palette de peintre et un pinceau d'argent ; au 4, de sinople, à deux barres d'argent. |
|        | Alexandre Volta (18 février 1745 - Côme † 5 mars 1827 - Côme), physicien, sénateur du Royaume (14 février 1809), membre du collège électoral des docteurs du Lario, comte du Royaume (lettres patentes du 11 octobre 1810), chevalier de la Légion d'honneur, Écartelé : au I, du quartier des comtes sénateurs du royaume d'Italie ; au II d'azur, au cygne d'argent, surmonté d'un arc de voute du même ; au III de gueules, à une pile voltaïque et au condesateur d'argent ; au IV, de sinople à deux barres d'argent., |

##### ComtesMaires-(Podesta)
| Figure | Blasonnement |
| ------ | --- |
|        | Antonio Durini (6 juin 1770 - Milan † 16 avril 1850), maire d'Italie de Milan, de 1807 à 1814 puis de 1827) à 1837, comte du Royaume (décret du 8 octobre 1809 et lettres patentes du 11 octobre 1810), commandeurs de l'ordre de la Couronne de Fer (décret du 19 décembre 1807) Au premier au franc-quartier de Comte (de gueules au mur crénelé d'argent) ; au second d'argent à deux griffons affrontés soutenant un pin de sinople ; au troisième d'argent à trois bandes de gueules ; au quatrième, d'azur aux trois besant d'or, |
|        | Daniele Renier (1767 - † Trivignano Udinese 16 juin 1851), 1er maire de Venise, de 1806 à 1811, comte du Royaume (décret du 8 février 1810 et lettres patentes du 11 octobre 1810), commandeurs de l'ordre de la Couronne de Fer Au premier au franc-quartier de Comte (de gueules au mur crénelé d'argent) ; |

##### Comtesarchevêques
| Figure | Blasonnement |
| ------ | --- |
|        | Giovanni Battista Caprara (29 mai 1733 - Bologne † 21 juin 1810 - Paris), archevêque de Milan, comte du Royaume (lettres patentes du 12 avril 1809), chevalier de la Légion d'honneur et chevalier de l'ordre de la Couronne de fer, Écartelé : au I, franc-quartier ou un canton de sinople, à une croix pattée d'or.des comtes archevêques ; au II, de gueules à un évangile d'argent ; au III, de gueules au vol ouvert d'agent ; au IV, fascé de gueules et d'argent. |

##### ComtesConseillers d'État
| Figure | Blasonnement |
| ------ | --- |
|        | Giacomo Luini (3 février 1771 - Luino † 4 avril 1845 - Luino), conseiller d'État, directeur général de la police, président de la cour de justice de Milan, comte du Royaume (lettres patentes du 5 mai 1812), chevalier de l'ordre de la Couronne de fer, Écartelé : au I, des comtes conseillers d'État ; au II, d'azur au château d'argent à deux tours, ouvert et maçonné du champ, senestré d'une oie passante, becquée et membrée d'or ; au III, d'argent à un plan de lupin au naturel ; au IV, de gueules à deux fasces d'argent. |
|        | Giovanni Maestri (Besate), conseiller d'État, Préfet du Monte Napoleone (it), directeur général de la liquidation de la dette publique, comte du Royaume (lettres patentes du 11 octobre 1810), commandeur de l'ordre de la Couronne de fer, Écartelé : au I, des comtes conseillers d'État ; au II, d'azur à un bassin de balance posé au point du chef ; au III, de gueules à deux tables de lois d'argent couverts de chiffres arabes de sable ; au IV, de sinople à une barre d'argent. |
|        | Étienne Mejan (11 février 1766 - Montpellier † 19 août 1846 - Munich), conseiller d'État, secrétaire des commandements du vice-roi Eugène de Beauharnais, comte Mejan et de l'Empire (décret du 15 août 1809, lettres patentes du 31 janvier 1810 (Paris)), comte du royaume d'Italie (décret de décembre 1810), officier de la Légion d'honneur, commandeur de l'ordre de la Couronne de fer, Armes de comte du RoyaumeÉcartelé : au 1, des comtes conseillers d'État (du Royaume) ; au 2, de gueules échiqueté ondé en fasce d'or et chargé d'une étoile du même ; au 3, d'azur au cœur d'argent ; au 4, d'argent au saule de sinople accompagné de cinq feuilles de gueules en chef et en flancs et d'une molette d'épéron de sable en pointe. |
|        | Francesco Mosca (1775 - Pesaro † 5 décembre 1812 - Milan), Marquis Mosca (it), Conseiller d'État, directeur général de la Police (1809-1811), comte du Royaume (lettres patentes du 11 octobre 1810), Écartelé : au 1, des comtes conseillers d'État (du Royaume) ; au 2, d'argent à deux bandes de gueules et à une feuille de scie raccourcie de sable posée en chef ; au 3, d'azur à une patte de lion avec la cuisse mouvant de senestre, et chargée d'un chevron renversé, le tout d'or ; au 4, de sinople à un dauphin nageant en bande d'argent. |

##### Comtesmembres ducollège électoral
| Figure | Blasonnement |
| ------ | --- |
|        | François-Énée Montecuccoli, podestat de Modène, membre du collège électoral du département italien du Panaro, comte du Royaume (décret du 1er juillet 1810, lettres patentes du 11 octobre 1810), Écartelé, au I des comtes membres du collège électoral; aux II et III d'argent à une montagne de trois coupeaux de sinople mouvante de la pointe; au IV d'azur à un château d'argent à trois créneaux ouverts et senestrés du champ. Armes anciennes des MontecuccoliD'or, à l'aigle éployée de sable, becquée et membrée de gueules, surmontée d'une couronne impériale au naturel, aux rubans d'or flottant à dextre et à senestre, en pointe un mont de six coupeaux de sinople, 1, 2 et 3, et deux rameaux de laurier de sinople, fruités de gueules, issants des flancs du mont entre les 2e et 3e rangs de coupeaux. Casque couronné. Armes des MontecuccoliÉcartelé : aux 1 et 4, d'or, à l'aigle éployée de sable; aux 2 et 3, d'or, à l'aigle éployée de sable, soutenue d'un mont de six coupeaux de sinople. Casque couronné. |

##### Comtespropriétaires
| Figure | Blasonnement |
| ------ | --- |
|        | Tommaso Nava (né le 28 mai 1747 - Milan), comte de Brianzola, propriétaire, comte du Royaume (décret du 1er juillet 1810, lettres patentes du 17 septembre 1811), Écartelé, au I des comtes propriétaires ; au II, d'azur au faucon, les ailes éployées, posé de la patte droite sur un globe et soutenant de la senestre une lance posée en pal ; au III d'argent à trois monts de hauteur diverse et progressant de senestre à dextre ; au IV de gueules au chevron d'azur. |

#### Barons

##### Baronsévêques
| Figure | Blasonnement |
| ------ | --- |
|        | Giovanni Berreta (16 juillet 1733 - Milan † 16 février 1816 - Lodi), Évêque de Lodi, de 1785 à 1816, baron du Royaume lettres patentes du 28 mars 1812), Coupé : au 1) parti : au a) d'azur à un passereau d'argent ; au b) de sinople à la croix alésée d'or, (qui est le franc-quartier des barons évêques); au 2) de pourpre à une barrette d'argent bordée de gueules, |
|        | Francesco Milesi (21 mars 1744 - Venise † 18 septembre 1819), évêque de Vigevano (1807-1816), Baron du royaume d'Italie (décret impérial de 1812, lettres patentes du 28 mars 1812), Coupé : au 1, parti de pourpre à la colombe d'argent et des barons évêques, au 2, d'argent à un bouquet de violettes, lié de sinople. |
|        | Federico Maria Molin (17 novembre 1753 - Venise † 16 avril 1819), prêtre (ordonné le 20 décembre 1777), évêque titulaire d'Apollonie (de) (26 septembre 1785), évêque d'Adria-Rovigo (1807–1819), baron du Royaume (lettres patentes du 28 mars 1812), Coupé : au 1, parti, d'azur à une roue de moulin d'argent et du quartier des barons évêques ; au 2, de pourpre à trois étoiles d'argent rangées en fasce. |
|        | Gabrio Maria Nava (17 avril 1758 - Barzanò, archidiocèse de Milan † 2 novembre 1831 - Brescia), évêque de Brescia (1807-1831), aumônier de Napoléon roi d'Italie, membre du collège électoral des docteurs d'Olona, baron du Royaume (lettres patentes du 28 mars 1812), chevalier de l'ordre de la Couronne de fer, Coupé : au 1, parti d'azur à un pélican avec sa piété d'argent, ensanglanté de gueules ; et des barons évêques, au 2, de pourpre, à un navire, les voiles gonflées d'argent, flottant du même. |
|        | Omobono Offredi (8 juin 1750 - Crémone † 28 janvier 1829), Évêque de Crémone (1791-1829), Baron du royaume d'Italie (décret impérial du 28 mars 1812, confirmé par diplôme de l'empereur d'Autriche du 21 novembre 1816) Coupé : au 1, parti de pourpre à un faucon posé d'argent et des barons évêques, au 2, d'azur à une jumelle en chevron de gueules bordée d'argent. |

##### Baronsofficiers de la Maison royale
| Figure | Blasonnement |
| ------ | --- |
|        | Leonardo Martinengo di Villagana (né à Brescia, le 28 août 1774), chambellan du vice-roi d'Italie, baron du Royaume (décret du 8 octobre 1809 et lettres patentes du 17 septembre 1811), Coupé : au 1, parti, d'azur à deux fasces d'or et du quartier des barons officiers de la maison royale ; au 2, d'argent au chevron d'azur surmonté de deux coqs affrontés de sable, crétés et barbés de gueules. |
|        | Gian Giacomo Medici (Lodi), écuyer, baron du Royaume (décret du 8 octobre 1809 et lettres patentes du 28 mars 1812), Coupé : au 1, parti, d'argent à cinq boules posées en cercle [...] et une plus grande d'azur posée en chef et du quartier des barons officiers de la maison royale ; au 2, d'azur au bœuf courant d'argent.                                                                          |

##### Baronspréfets
| Figure | Blasonnement |
| ------ | --- |
|        | Stefano Luini, préfet de la police, président de la cour de justice de Milan, baron du Royaume (lettres patentes du 28 mars 1812), membre du collège électoral du Lario, Coupé, au I, parti, d'azur au château d'argent à deux tours, ouvert ajouré et maçonné du champ, senestré d'une oie passante, becquée et membrée d'or et du quartier des barons préfets ; au II, à un plan de lupin au naturel ; au IV, de gueules à deux fasces d'argent.                                 |
|        | Pio Magenta (Zerbolò), préfet du département du Bacchiglione, baron du Royaume (décret du 7 février 1810, lettres patentes du 16 décembre 1810), Coupé, au I, parti, d'azur à un agneau au naturel couché sur un château d'argent et du quartier des barons préfets ; au II, vergeté d'argent et de sinople. |
|        | Carlo del Majno (né en 1758 à Pavie), préfet du département du Tagliamento (1808-1811), baron du Royaume (décret du 8 octobre 1809, lettres patentes du 17 septembre 1811), Coupé, au I, parti, d'azur à un buste d'homme d'argent, les bras nus et tenant de la main dextre un dard et du quartier des barons préfets ; au II, d'argent à six roses de gueules, 1, 2, 3. Armes des marquis del MajnoBandé de sable et d'argent, l'argent chargé de six roses de gueules, 1, 2, 3. |

##### Baronsmaires
| Figure | Blasonnement |
| ------ | --- |
|        | Carlo Monti (né à Brescia, le 8 avril 1764), propodestat de Brescia, baron du Royaume (décret du 17 janvier 1812, lettres patentes du 5 mai 1812), Coupé : au 1, parti, d'azur à la colombre d'argent tenant dans son bec un rameau feuillé d'olivier d'or et du quartier des barons maires ; au 2, d'argent à une montagne de sinople de dix coupeaux posés 4, 3, 2, 1. Armes de sa famille D'argent au mont de dix coupeau de sinople surmonté d'une colombe au naturel, becquée et membrée de gueules tenant dans son bec un rameau rameau d'olivier au naturel. |

##### Baronsprésident deCour de cassation
| Figure | Blasonnement |
| ------ | --- |
|        | Antonio Negri (né le 1er septembre - Milan), président de la Cour de cassation de Bologne, conseiller d'État honoraire du royaume d'Italie, baron du Royaume (décret du 7 février 1810, lettres patentes du 28 mars 1812), chevalier de la Légion d'honneur, Coupé : au 1, parti, d'argent au corbeau posé sur une roue, le tout de sable et du quartier des barons présidents de Cour de cassation ; au 2, d'azur à deux livres de sable posés en fasce. * Ces armes emploient le terme « cousu » dans le seul but de contrevenir à la règle de contrariété des couleurs : elles sont fautives. Armes de la famille NegriD'or à la tour crénelée de gueules, ouverte du champ et sommée d'une corneille au nature, au chef d'azur. * Ces armes emploient le terme « cousu » dans le seul but de contrevenir à la règle de contrariété des couleurs : elles sont fautives. |

##### Baronsprésident de Cours
| Figure | Blasonnement |
| ------ | --- |
|        | Carlo Pietro Mazzolani (né à Brescia, le 28 août 1774), Premier président de la cour d’appel de Bologne, baron du Royaume (décret du 7 février 1810, lettres patentes du 17 septembre 1811), Coupé : au 1, parti, d'azur à trois massues d'or, 2 et 1 et du quartier des barons président de Cours ; au 2, barré d'argent et de gueules. |

##### Baronsemployés dans lesadministrations publiques
| Figure | Blasonnement |
| ------ | --- |
|        | Pietro Francesco Minonzi (de Garbagnate Rota, dans la région de Côme (Italie), directeur général des Postes de la République cisalpine puis du Royaume (1804-1812), baron du Royaume (décret du 7 février 1810, lettres patentes du 17 septembre 1811), Coupé : au 1, parti, d'azur à deux molettes d'éperon d'argent percées du champ et du quartier des barons employés dans les administrations publiques ; au 2, de sinople à une bande d'argent.                |
|        | Antonio Mulazzani (né en 1775 - Treviglio), commissaire général de la Police du département de l'Adriatique (1808), baron du Royaume (décret du 7 février 1810, lettres patentes du 17 septembre 1811), Coupé : au 1, parti, d'azur à un dauphin nageant d'argent et du quartier des barons employés dans les administrations publiques ; au 2, tranché d'argent et de sable au léopard de l'un en l'autre à une « ligne centrale de gueules brochant sur le tout ». |

##### Baronsmembres ducollège électoral
| Figure | Blasonnement |
| ------ | --- |
|        | Gaetano Onesti (Padoue), podestat de Padoue, électeur au collège électoral des propriétaires de la Brenta, baron du royaume d'Italie (décret du 4 octobre 1810, lettres patentes du 17 septembre 1811), Coupé : au 1, parti d'argent au léopard rampant d'azur, soutenant entre ses pattes un pin du même et des barons membres du collège électoral, au 2, d'aur à un bouquet de fleurs liées d'argent. |

#### Chevaliers du Royaume
| Figure | Blasonnement |
| ------ | --- |
|        | Cesare Brivio (1750 - Milan † 16 février 1817 - Milan), Congrégation de la charité de Milan ancien Maire-Podesta de Milan de 1806 à 1807, chevalier du Royaume lettres patentes du 17 septembre 1811) D'azur à deux pattes de lion d'or, arrachées de gueules et passées en sautoir, à la fasce de sinople brochant sur le tout, chargée de la Couronne de Fer d'argent     |
|        | Antonio Paltronieri Président de la cour d’appel à Mantoue, chevalier du Royaume lettres patentes du 17 septembre 1811) D'azur à un cygne d'argent mouvant de la pointe, colleté de petite pierres de sable près de la tête, surmontée de trois étoiles aussi d'argent rangées en chef; à la fasce de sinople brochant sur le tout, chargée de la Couronne de Fer d'argent, |

### LesBonnes villesdu Royaume

#### Les villes de première classe
| Figure | Blasonnement |
| ------ | --- |
|        | Brescia (Mella (département)) D'argent au léopard rampant à la queue retournée de gueules ; au chef de sinople chargé de la lettre capitale N accompagnée de trois roses de six feuilles mal ordonnées, tous d'or. |
|        | Milan (Olona (département)) D'argent à la croix de gueules, au chef de sinople chargé de la lettre capitale N accompagnée de trois roses de six feuilles mal ordonnées, tous d'or.                                 |
|        | Venise (Adriatique (département)) D'azur à la tête de léopard d'or et ailé de même au chef de sinople chargé de la lettre capitale N accompagnée de trois roses de six feuilles mal ordonnées, tous d'or.          |

#### Les villes de seconde classe
| Figure | Nom de la ville, du département et blasonnement |
| ------ | --- |
|        | Côme (Lario) De gueules à la croix d'argent, au franc canton de sinople chargé d'une lettre N d'argent surmontée d'une étoile du même. |
|        | Ferrare (Bas-Pô) Coupé de sable et d'argent, à un livre de gueules chargé d'une cithare d'argent, entouré d'une couronne de lauriers de sinople, u franc canton de sinople chargé d'une lettre N d'argent surmontée d'une étoile du même.                                                                     |
|        | Modène (Panaro) D'or à deux tarières de sable passées en sautoir, soutenues d'un listel d'argent chargé de l'inscription AVIA PERVIA en lettres de sable, une croisette d'azur brochant en abîme sur les tarières, au franc canton de sinople chargé d'une lettre N d'argent surmontée d'une étoile du même.. |
|        | Varèse (Lario) De gueules, à la fasce-pal estrée d'argent, au franc-quartier de sinople chargé d'un N en capitale d'argent surmonté d'une étoile du même. |

## Royaume de Naples
| Figure | Armoiries du royaume |
| ------ | --- |
|        | Joseph Bonaparte (1768-1844), roi de Naples (1806-1808) : - Petites armes : Coupé : I, parti : a, d'azur, à deux cornes d'abondance d'or passées en sautoir (Labour) ; b, d'azur, à un dauphin d'or (alias une queue de poisson couronnée) (Otrante); II, d'or, à une triquêtre issante d'une tête de Mercure de carnation (Île de Sicile) ; sur-le-tout d'azur, à l'aigle d'or, la tête contournée, au vol abaissé, empiétant un foudre du même (de Napoléon). - Grandes armes : Gironné de 15 pèces : I, en forme de franc-quartier, d'or, à une triquêtre issante d'une tête de Mercure de carnation (Île de Sicile) ; II, d'or au cheval contouné et effaré de sable (de Naples (ancien)) ; 3, d'azur, à deux cornes d'abondance d'or, passées en sautoir (du Labour) ; IV, coupé en A d'azur à une comète d'argent chevelée d'or, en B d'argent à un vol d'azur ; V, d'or, à l'aigle de gueules, couronnée du champ, issante d'une fasce denchée et abaissée d'azur (de Basilicate) ; VI, d'argent, à la croix potencée de sable (de Basse-Calabre) ; VII, écartelé en sautoir d'or, à quatre pals de gueules et d'argent, à la croix potencée de sable (alias d'Aragon et de Basse-Calabre) (de Haute-Calabre) ; VIII, D'or, à quatre pals de gueules, au dauphin d'argent, plongeant vers la pointe, brochant sur-le-tout (d'Otrante) ; IX, écartelé en sautoir d'azur et d'argent, à la crosse d'or, brochante sur-le-tout (de Bari) ; IX, d'azur, à un Saint-Michel d'or, terrassant un diable de sable, sur une montagne à trois coupeaux du deuxième, issante de la pointe (de Capitanate) ; XI, de gueules, à une étoile à huit rais d'or, ceinte d'une couronne de feuillage du même (de Molise) ; XII, coupé de gueules, à la couronne à l'antique d'or, et d'argent. (de Haut-Principat) ; XIII, d'or, à la hure de sable, surmontée d'un joug de gueules (des Basses-Abruzzes) ; XIV, d'azur, à l'aigle d'argent, surmontant une montagne d'or, issante de la pointe (des Hautes-Abruzzes) ; XV, de gueules accompagnée de deux croisettes alesées le tout d'argent ; sur-le-tout d'azur, à l'aigle d'or, la tête contournée, au vol abaissé, empiétant un foudre du même (de Napoléon) dans son pavillon de gueules. |
|        | Joachim Murat (1767-1815), roi de Naples (1808-1815) : - Petites armes : Parti : I, d'or au cheval contouné et effaré de sable (de Naples (ancien)) ; II, d'or, à une triquêtre issante d'une tête de Mercure de carnation (Île de Sicile) ; sur-le-tout d'azur, à l'aigle d'or, la tête contournée, au vol abaissé, empiétant un foudre du même (de Napoléon)., - Grandes armes : Gironné de 15 pèces : I, en forme de franc-quartier, d'or, à une triquêtre issante d'une tête de Mercure de carnation (Île de Sicile) ; II, d'or au cheval contouné et effaré de sable (de Naples (ancien)) ; 3, d'azur, à deux cornes d'abondance d'or, passées en sautoir (du Labour) ; IV, coupé en A d'azur à une comète d'argent chevelée d'or, en B d'argent à un vol d'azur ; V, d'or, à l'aigle de gueules, couronnée du champ, issante d'une fasce denchée et abaissée d'azur (de Basilicate) ; VI, d'argent, à la croix potencée de sable (de Basse-Calabre) ; VII, écartelé en sautoir d'or, à quatre pals de gueules et d'argent, à la croix potencée de sable (alias d'Aragon et de Basse-Calabre) (de Haute-Calabre) ; VIII, D'or, à quatre pals de gueules, au dauphin d'argent, plongeant vers la pointe, brochant sur-le-tout (d'Otrante) ; IX, écartelé en sautoir d'azur et d'argent, à la crosse d'or, brochante sur-le-tout (de Bari) ; IX, d'azur, à un Saint-Michel d'or, terrassant un diable de sable, sur une montagne à trois coupeaux du deuxième, issante de la pointe (de Capitanate) ; XI, de gueules, à une étoile à huit rais d'or, ceinte d'une couronne de feuillage du même (de Molise) ; XII, coupé de gueules, à la couronne à l'antique d'or, et d'argent. (de Haut-Principat) ; XIII, d'or, à la hure de sable, surmontée d'un joug de gueules (des Basses-Abruzzes) ; XIV, d'azur, à l'aigle d'argent, surmontant une montagne d'or, issante de la pointe (des Hautes-Abruzzes) ; XV, de gueules accompagnée de deux croisettes alesées le tout d'argent ; sur le tout d'azur à l'aigle d'or, la tête contournée, au vol abaissé, empiétant un foudre du même (de Napoléon), sur les insignes de grand-amiral de l'Empire.,                                                                               |

### La noblesse du royaume de Naples
| Figure | Blasonnement |
| ------ | --- |
|        | Marzio Mastrilli (1753 - Palerme † 4 février 1833 - Milan), marquis puis duc de Gallo (1813, par Joachim Murat, roi de Naples), chevalier de l'ordre de Saint-Janvier (avant 1790), chevalier de l'ordre autrichien de la Toison d'or (no 860, 1798) ; Selon le laissez-passer signé de sa main en 1807 (ci-contre)D'or, à la bande d'azur, chargé d'une fleur-de-lis d'argent, posée dans le sens de la bande, accompagné en chef d'un lambel de gueules et en pointe d'un lion du même, armé et lampassé d'azur., |

#### Duca Murattiano del Regno delle Due Sicilie
| Figure | Blasonnement |
| ------ | --- |
|        | Duca Murattiano (15 febbraio 1813 - 3 aprile 1813) Decreto no 1628 del 15 Febbraio 1813 Bullettino delle Leggi del Regno di Napoli, Anno 1813, Da gennajo a tutto giugno, Semestre I, Fonderia Reale e Stamperia del Ministero della Segreteria di Stato, Napoli, 1813, pagg. 67-68. I decorati del titolo di duca avranno come distintivo di tal titolo il capo dello scudo smaltato di azzurro e disseminato di stelle d'argento. Avranno in oltre lo scudo intero orlato di scacchi di argento e di color vermiglio. Ad ogni scudo sarà sovraimposto un elmo. I duchi lo porteranno chiuso, messo di prospetto e composto di argento. |
|        | Duca Murattiano (3 aprile 1813 - 20 maggio 1815) Decreto no 1681 del 3 Aprile 1813 Bullettino delle Leggi del Regno di Napoli, Anno 1813, Da gennajo a tutto giugno, Semestre I, Fonderia Reale e Stamperia del Ministero della Segreteria di Stato, Napoli, 1813, pagg. 203-205. Il capo dello scudo de' duchi fissato dal nostro decreto de' 15 febbrajo 1813 disseminato di stelle d'argento, lo sarà di stelle d'oro. L'elmo conceduto dal detto decreto per essere sovraimpresso allo scudo de' duchi, farà parte degli ornamenti esteriori designati qui appresso. Gli ornamenti esteriori saranno i seguenti. Pe' duchi: un elmo chiuso messo di prospetto, composto di argento profilato d'oro, col cimiero d'oro caricato di sette penne bianche: lo scudo sostenuto da un arabesco d'oro e due leoni perimente d'oro mirando lo scudo: il tutto circondato da un mantello azzurro, foderato di vajo e disseminato di stelle d'oro. Se giudicheremo dover concedere ad alcun duca una divisa per accompagnare le sue armi, egli dovrà portarla ondeggiante al cimiere dell'elmo. |

#### Conte Murattiano del Regno delle Due Sicilie
| Figure | Blasonnement |
| ------ | --- |
|        | Conte Murattiano (15 febbraio 1813 - 3 aprile 1813) Decreto no 1628 del 15 Febbraio 1813 Bullettino delle Leggi del Regno di Napoli, Anno 1813, Da gennajo a tutto giugno, Semestre I, Fonderia Reale e Stamperia del Ministero della Segreteria di Stato, Napoli, 1813, pagg. 67-68. I decorati del titolo di conte avranno il capo dello scudo smaltato di vermiglio. Avranno in oltre lo scudo intero orlato di scacchi di argento e di color vermiglio. Ad ogni scudo sarà sovraimposto un elmo. I conti lo porteranno chiuso, messo di prospetto e composto di argento. |
|        | Conte Murattiano (3 aprile 1813 - 20 maggio 1815) Decreto no 1681 del 3 Aprile 1813 Bullettino delle Leggi del Regno di Napoli, Anno 1813, Da gennajo a tutto giugno, Semestre I, Fonderia Reale e Stamperia del Ministero della Segreteria di Stato, Napoli, 1813, pagg. 203-205. Il capo dello scudo de' conti fissato dal medesimo decreto semplicemente di vermiglio, sarà smaltato di cinque stelle di argento. L'elmo conceduto dal detto decreto per essere sovraimpresso allo scudo de' conti, farà parte degli ornamenti esteriori designati qui appresso. Gli ornamenti esteriori saranno i seguenti. Pe' conti: l'elmo come i duchi ma con solo cinque penne bianche: lo scudo sostenuto da due leoni d'oro, come i duchi, e da un arabesco parimente d'oro profilato di vermiglio nella parte superiore. I conti senza mantello. Se giudicheremo dover concedere ad alcun conte una divisa per accompagnare le sue armi, egli dovrà portarla ondeggiante al cimiere dell'elmo. |

#### Barone Murattiano del Regno delle Due Sicilie
| Figure | Blasonnement |
| ------ | --- |
|        | Barone Murattiano (15 febbraio 1813 - 3 aprile 1813) Decreto no 1628 del 15 Febbraio 1813 Bullettino delle Leggi del Regno di Napoli, Anno 1813, Da gennajo a tutto giugno, Semestre I, Fonderia Reale e Stamperia del Ministero della Segreteria di Stato, Napoli, 1813, pagg. 67-68. I decorati del titolo di barone avranno il solo capo dello scudo scaccato di quadri di argento e di vermiglio. Ad ogni scudo sarà sovraimposto un elmo. I baroni lo porteranno chiuso, messo di prospetto, ma composto di acciajo. |
|        | Barone Murattiano (3 aprile 1813 - 20 maggio 1815) Decreto no 1681 del 3 Aprile 1813 Bullettino delle Leggi del Regno di Napoli, Anno 1813, Da gennajo a tutto giugno, Semestre I, Fonderia Reale e Stamperia del Ministero della Segreteria di Stato, Napoli, 1813, pagg. 203-205. I decorati del titolo di barone avranno il solo capo dello scudo scaccato di quadri di argento e di vermiglio. L'elmo conceduto dal detto decreto per essere sovraimpresso allo scudo de' baroni, farà parte degli ornamenti esteriori designati qui appresso. Gli ornamenti esteriori saranno i seguenti. Pe' baroni: l'elmo chiuso messo di prospetto composto di acciajo profilato d'oro, col cimiero dello stesso, caricato di tre penne bianche: lo scudo sostenuto con fogliami d'oro foderati di vermiglio. I baroni senza mantello. Se giudicheremo dover concedere ad alcun barone una divisa per accompagnare le sue armi, egli dovrà portarla ondeggiante al cimiere dell'elmo. |

#### Cavaliere Murattiano del Regno delle Due Sicilie
| Figure | Blasonnement |
| ------ | --- |
|        | Cavaliere Murattiano (15 febbraio 1813 - 3 aprile 1813) Decreto no 1628 del 15 Febbraio 1813 Bullettino delle Leggi del Regno di Napoli, Anno 1813, Da gennajo a tutto giugno, Semestre I, Fonderia Reale e Stamperia del Ministero della Segreteria di Stato, Napoli, 1813, pagg. 67-68. I decorati del titolo di cavaliere avranno nel capo dello scudo due quarti a destra ed a sinistra, uno di argento, e l'altro di vermiglio. Ad ogni scudo sarà sovraimposto un elmo. I cavalieri lo porteranno pure di acciajo, ma situato a mezza faccia con tre cancelli o spiragli di vista. |
|        | Cavaliere Murattiano (3 aprile 1813 - 20 maggio 1815) Decreto no 1681 del 3 Aprile 1813 Bullettino delle Leggi del Regno di Napoli, Anno 1813, Da gennajo a tutto giugno, Semestre I, Fonderia Reale e Stamperia del Ministero della Segreteria di Stato, Napoli, 1813, pagg. 203-205. Il capo dello scudo de' cavalieri fissato dal medesimo decreto tagliato in due quarti, l'uno di argento e l'altro di vermiglio, sarà il quarto a destra smaltato in mezzo della stella del nostro ordine reale delle due Sicilie, ed il quarto a sinistra scaccato d'argento e vermiglio. L'elmo conceduto dal detto decreto per essere sovraimpresso allo scudo de' cavalieri, farà parte degli ornamenti esteriori designati qui appresso. Gli ornamenti esteriori saranno i seguenti. Pe' cavalieri: l'elmo chiuso situato a mezza faccia, composto di acciajo profilato d'argento col cimiere dello stesso, caricato d'un pennacchio bianco cadente: lo scudo sostenuto con fogliami di argento foderati di azzurro. I cavalieri senza mantello. Se giudicheremo dover concedere ad alcun cavaliere una divisa per accompagnare le sue armi, egli dovrà portarla ondeggiante al cimiere dell'elmo. |

## Principauté de Lucques et Piombino
| Figure | Blasonnement |
| ------ | --- |
|        | Élisa Bonaparte (1777-1820), princesse de Piombino (18 mars 1805) et Lucques (juin 1805), Parti : au I, coupé d'argent et de gueules à la panthère (ou lionne) contre rampante brochant sur le tout ; au II, de gueules à deux barres d'or accompagnées de deux étoiles du même, une en chef et une en pointe (de Bonaparte) ; sur le tout d'azur, à l'aigle d'or, la tête contournée, au vol abaissé, empiétant un foudre du même (de Napoléon). |
|        | Félix Baciocchi (18 mai 1762 - Ajaccio ✝ 27 avril 1841 - Bologne), général de brigade (11 novembre 1804)), général de division (3 mars 1809), sénateur (8 frimaire an XIII (29 novembre 1804)), prince de Piombino (18 mars 1805) et Lucques (juin 1805), Légionnaire (19 frimaire an XII (11 décembre 1803), puis officier (25 prairial an XII (14 juin 1804), puis grand aigle de la Légion d'honneur « avec collier » (15 ventôse an XII (6 mars 1804), grand-croix de l’ordre royal de Hollande (autorisation du 4 avril 1808), Coupé d'argent sur gueules (Lucca) ; au chef de prince souverain brochant. |

## Titres honorifiquessanssouverainetéréelle

### Grand-duché de Toscane
| Figure | Blasonnement |
| ------ | --- |
|        | Élisa Bonaparte (1777-1820), grand dignitaire de l'Empire (« grande duchesse, ayant le gouvernement général des départemens de la Toscane », 2 et 3 mars 1809 - 1er février 1814), Ecartelé : I, d'or à six sphères mises en orle, cinq de gueules, celle en chef d'azur chargée de trois fleurs de lys d'or (de Médicis, pour la Toscane) ; II, coupé d'argent et de gueules (de Lucques) ; III, coupé de gueules et d'or au chef du premier chargé d'une aigle bicéphale de sable, un créquier de sable feuillé d'argent (alias d'un rameau d'épines de sinople en pal) brochant, chargé en abime d'un écusson de gueules à la bande échiquetée d'argent et d'azur, au chef d'argent à la croix de gueules (de Cybo-Malaspina, pour Massa et Carrare) ; IV, de gueules à deux barres d'or accompagnées de deux étoiles du même, une en chef et une en pointe (de Bonaparte) ; sur le tout d'azur, à l'aigle d'or, la tête contournée, au vol abaissé, empiétant un foudre du même (de Napoléon). |

### Duché de Guastalla
| Figure | Blasonnement |
| ------ | --- |
|        | Camille Borghèse (19 juillet 1775 - Rome ✝ 9 mai 1832 - Florence), général de brigade (14 mai 1807), général de division (23 janvier 1808), général en chef de l'armée de réserve d'Italie (13 décembre 1813 - 27 avril 1814), prince Borghese, 6e prince de Sulmona (1800), prince de Rossano, prince de l'Empire (1805), duc de Guastalla (30 mars 1806), grand dignitaire de l'Empire (gouverneur général des départements au-delà des Alpes, 24 février 1808 - 27 avril 1814), grand aigle de la Légion d'honneur (21 pluviôse an XIII (10 février 1805), grand collier de la Légion d'honneur (10 février 1805), grand-croix de l'ordre de la Couronne de fer (10 février 1806), Parti : au I, d'azur, à un dragon ailé d'or (Borghesi), au chef du même, chargé d'une aigle de sable, becquée, membrée et couronnée d'or (Saint-Empire) ; au II, de gueules à l’ombrelle à galons de gueules et d'or, sommée d'un globe crucifère d’or, la tige en forme de lance chargée de deux clefs en sautoir avec les pannetons tournés vers l'extérieur et vers le haut, l'une d’or et l'autre d’argent, liées de gueules (gonfalonnier de l'Église) ; au chef de prince souverain brochant. |

### Principauté de Pontecorvo
| Figure | Blasonnement |
| ------ | --- |
|        | Jean-Baptiste Bernadotte (26 janvier 1763 - Pau ✝ 8 mars 1844 - Stockholm), général de brigade (26 juin 1794, nommé sur le champ de bataille par le général Kléber), général de division (septembre 1794), maréchal de l'Empire (29 floréal an XII (19 mai 1804), 1er prince de Pontecorvo et de l'Empire (5 juin 1806 - 21 août 1810), prince héritier de Suède (21 août 1810 - 5 février 1818), prince héritier de Norvège (4 novembre 1810 - 5 février 1818), roi de Suède et de Norvège (5 février 1818 - 8 mars 1844), grand aigle de la Légion d'honneur (13 pluviôse an XIII (2 février 1805), chef de la 8e cohorte), grand collier de la Légion d'honneur[réf. nécessaire], grand-croix des ordres de l'Aigle noir et de l'Aigle rouge de Prusse (1805), de Saint-Henri de Saxe, de l'Éléphant du Danemark (1805), D'azur, au pont à trois arches d'argent, sur une rivière de même, ombrée d'azur, et supportant deux tours du second ; au chef des princes souverains d'Empire brochant., |

### Principauté de Bénévent
| Figure | Blasonnement |
| ------ | --- |
|        | Charles-Maurice de Talleyrand-Périgord (2 février 1754 ✝ 17 mai 1838 - Paris), ministre des Relations extérieures (22 novembre 1799, confirmé le 25 décembre 1799 - 1807), prince de Bénévent et de l'Empire (5 juin 1806), prince de Talleyrand (le roi étant à Paris, il signa le brevet qui accorda à Talleyrand le titre de prince le 6 décembre 1814), duca di Talleyrand (royaume des Deux-Siciles, 9 novembre 1815, lettres patentes du 2 décembre 1817 : titre immédiatement transmissible à son neveu), duc de Dino (9 novembre 1815, royaume de Naples), grand chambellan de l'Empereur (11 juillet 1804), prince-vice-grand électeur (1807), sénateur (14 août 1807), pair de France (4 juin 1814, duc et pair le 31 août 1817, lettres patentes du 19 février 1818, avec majorat du 28 décembre 1821, prête serment à Louis-Philippe Ier), grand chambellan de France (28 septembre 1815), grand aigle de la Légion d'honneur (13 pluviôse an XIII (2 février 1805), membre du grand-conseil de l'ordre), grand collier de la Légion d'honneur, grand-commandeur des ordres de la Couronne de Saxe et de Westphalie, chevalier des ordres de S. A. R. le grand-duc de Hesse, de Saint-Joseph de Wurtzbourg, de Léopold d'Autriche, du Lion et du Soleil de Perse, de l'Aigle noir et de l'Aigle rouge de Prusse, de Saint-André de Russie, de l'ordre de la Toison d'or (par le roi d'Espagne Ferdinand VII, 1814), de l'ordre du Saint-Esprit (30 septembre 1820), etc. Parti : au I de gueules aux trois lionceaux d'or armés, lampassés et couronnés d'azur (Talleyrand-Périgord) ; au II d'or au sanglier sanglier passant de sable chargé sur le dos d'une housse d'argent (Bénévent) ; au chef des princes souverains d'Empire brochant sur la partition. Re que Diou : RE QUE DIOU,. |

### Duché de Parme
| Figure | Blasonnement |
| ------ | --- |
|        | Jean-Jacques-Régis de Cambacérès (18 octobre 1753 - Montpellier ✝ 8 mars 1824 - Paris), Deuxième Consul, sénateur (selon l'article 39 de la Constitution du 16 thermidor an X (2 août 1802)), prince-archichancelier de l'Empire (28 floréal an XII (18 mai 1804), président du Conseil du sceau des titres, ministre de la justice (Cent-Jours), duc de Parme (24 avril 1808 - 1815, rétablit dans son titre de duc de Cambacérès par ordonnance royale du 13 mai 1818), grand officier (10 pluviôse an XIII), puis grand aigle de la Légion d'honneur (12 pluviôse an XIII (1er février 1805), grand collier de la Légion d'honneur, grand-croix des ordres de l'Aigle noir de et de l'Aigle rouge de Prusse, des ordres de Saint-Étienne Hongrie, grand dignitaire des ordres de la couronne de Westphalie, de la Couronne de fer d'Italie puis d'Autriche, pair de France (2 juin 1815 (Cent-Jours)), D'or dextrochère au naturel, paré de gueules, rebrassé d'hermine, mouvant de sénestre, chargé des tables de la loi de sable ; le tout accompagné de trois losanges du même ; au chef des princes grands dignitaires., |

### Duché de Plaisance(it)
| Figure | Nom du prince et blasonnement |
| ------ | --- |
|        | Charles-François Lebrun (19 mars 1739 - Saint-Sauveur-Lendelin ✝ 14 juin 1824 - Sainte-Mesme), troisième Consul, prince-architrésorier de l'Empire (28 floréal an XII (18 mai 1804)), gouverneur général de la Ligurie et de la Hollande, grand-maître de l'Université (Cent-Jours), duc de Plaisance (19 mars 1808), grand officier (10 pluviôse an XIII), puis grand aigle de la Légion d'honneur (12 pluviôse an XIII (1er février 1805), grand collier de la Légion d'honneur, pair de France (4 juin 1814, 2 juin 1815 (Cent-Jours), révoqué le 24 juillet 1815, baron-pair le 5 mars 1819, lettres patentes du 15 juin 1824), De sable, à une louve arrêtée d'or, soutenue du même, surmontée de deux billettes d'argent ; au chef des princes grands dignitaires., |

## Souverains voisins
| Figure | Blasonnement |
| ------ | --- |
|        | Pie VII (Barnaba Chiaramonti), pape de 1800 à 1823. Parti en 1 d'azur à la croix patriarcale d'or posées sur un mont de même avec les trois lettres PAX de même brochant sur le tout et en 2 tranché d'or et d'azur à la bande d'argent chargée de trois têtes de maure animée de sable et tortillée aussi d’argent au chef d'azur aux trois étoiles d'or mal ordonnées. VarianteParti en 1 d'argent à la croix patriarcale de sable posées sur un mont de sinople avec les trois lettres PAX de sable brochant sur le tout et en 2 tranché d'or et d'azur à la bande d'argent chargée de trois têtes de maure animée de sable et tortillée aussi d’argent au chef d'azur aux trois étoiles d'or mal ordonnées. |
|        | Ferdinand Ier des Deux-Siciles (1751-1825), roi de Sicile (péninsulaire) (1759 à 1799, puis après un court intermède de 1799 à 1806), roi de Sicile (insulaire) sous le nom de Ferdinand III de Sicile, de 1759 à 1816, Parti de deux, en I coupé d'or aux six fleurs de lys d'azur posées 3, 2 et 1, (qui est de Farnèse) et d'argent, à quatre écussons d'azur, posés en croix, les deux de flanc mis de côté, chaque écusson chargé de cinq besants du champ, posés en sautoir, à la bordure de gueules, chargée de neuf châteaux d'or, donjonnés de trois tours, ouverts et ajourés d'azur (qui est du Portugal), en II coupé écartelé en 1 et 4, de gueules au château d'or ouvert et ajouré d'azur (qui est de Castille) et en 2 et 3 d'argent au lion de gueules armé, lampassé et couronné d'or (qui est de Leon) et d'azur semé de fleurs de lys d'or au lambel de gueules (qui est de Naples) et en III d'or à six tourteaux mis en orle, cinq de gueules, celui en chef d'azur chargé de trois fleurs de lis d'or (qui est de Toscane) ; sur le tout d'azur, à trois fleurs de lys d'or, à la bordure de gueules, (qui est d'Anjou). |
|        | Victor-Emmanuel Ier de Savoie (1759-1824), roi de Sardaigne, prince de Piémont et duc de Savoie (1802-1821), Depuis 1720Écartelé, en I contre-écartelé au 1 d'argent à la croix potencée d'or cantonné de quatre croisettes de même, en 2 burelé d'azur et d'argent de dix pièces au lion de gueules armé lampassé et couronné d'or brochant sur le tout, au 3 d'or au lion de gueules armé lampassé et couronné d'azur et au 4 d'argent au lion de gueules armé lampassé et couronné d'or en II grand-quartier parti au 1 de gueules au cheval effrayé d'argent, au 2 fascé d'or et de sable de huit pièces au cancrelin de sinople posée en bande brochant sur le tout et enté en pointe d'argent à trois bouterolles au bout d'épée faites en croissant de gueules malordonnées, en III grand-quartier parti en 1 d'argent semé de billettes de sable au lion de même brochant sur le tout et en 2 de sable au lion d'argent, en IV grand-quartier parti en 1 à cinq point d'or équipolé à quatre points d'azur au 2 d'argent au chef de gueules ; sur le tout d'argent, à la croix de gueules, cantonnée de quatre têtes de maures de sable, tortillées d'argent ; sur le tout du tout de gueules à la croix d'argent En 1815Écartelé, en 1 d'argent, à la croix de gueules, cantonnée de quatre têtes de maures de sable, tortillées d'argent, en 2 grand quartier parti en 1 burelé d'azur et d'argent de dix pièces au lion de gueules armé lampassé et couronné d'or brochant sur le tout et en 2 d'argent à la croix potencée d'or cantonné de quatre croisettes de même, en 3 grand quartier d'argent à la croix de gueules et en 4 grand quartier de gueules à la croix d'argent brisé d'un lambel d'azur, sur le tout d'or à l'aigle de sable, sur le tout du tout de gueules à la croix d'argent |
|        | Louis Ier d'Étrurie (1773-1803), roi d'Étrurie (1801-1803), Parti d'azur à trois fleurs de lys d'or (de France) et d'or à six tourteaux mis en orle, cinq de gueules, celui en chef d'azur chargé de trois fleurs de lis d'or (de Toscane : Médicis) On trouve sur sa pierre tombaleD'or à six fleurs de lys d'azur posées 3, 2 et 1 (de Farnèse). Louis II d'Étrurie (1799-1884), roi d'Étrurie (1803-1807, sous la régence de sa mère, Marie-Louise), duc de Lucques (1824-1849, duc de Parme (1847-14 mars 1849), date de son abdication, On trouve sur une pièce de monnaie d'époqueParti : au I, d'or aux six fleurs de lys d'azur posées 3, 2 et 1 (Farnèse), à la champagne d'or à la bande de gueules chargé de trois alérions d'argent (Lorraine) ; au II, d’argent, à la croix pattée de gueules cantonnée de quatre aigles de sable au vol abaissé (Mantoue), à la champagne de gueules à la fasce d'argent (Autriche) ; sur le tout, sur-le-tout, écartelé en 1 et 4, de gueules au château d'or ouvert et ajouré d'azur (Castille) et en 2 et 3 d'argent au lion de gueules armé, lampassé et couronné d'or (Léon) ; sur-le-tout-du-tout, parti d'azur à trois fleurs de lys d'or (de France) et d'or à six tourteaux mis en orle, cinq de gueules, celui en chef d'azur chargé de trois fleurs de lis d'or (de Toscane : Médicis). |